# Mathieu Siro
Pour les articles homonymes, voir Siro (homonymie).
Pas d'image ? Cliquez ici

a Compétitions nationales et continentales officielles uniquement.

b Matchs officiels uniquement.
Dernière mise à jour le 18 septembre 2018.
Mathieu Siro, né le 8 janvier 1981 à Pau, est un joueur français de rugby à XV évoluant au poste de demi de mêlée (1,70 m pour 78 kg).

## Carrière

### En club
- Section paloise (Top 16) jusqu'en 2002
- RC Narbonne (Top 16) 2002-2005
- Aviron bayonnais (Top 14) 2005-2006
- Lyon OU (Pro D2) 2006-2007
- US Carcassonne (Fédérale 2 puis Fédérale 1 puis Pro D2) 2007-2011
- AS Béziers (Pro D2) 2011-2013

## Palmarès

### En équipe nationale
- International -21 ans : participation au championnat du monde 2002 en Afrique du Sud.